# 凯斯霍赖帕坦
凯斯霍赖帕坦（Keshoraipatan），是印度拉贾斯坦邦Bundi县的一个城镇。总人口21119（2001年）。

## 人口
该地2001年总人口21119人，其中男性11065人，女性10054人；0—6岁人口3433人，其中男1823人，女1610人；识字率59.64%，其中男性为70.39%，女性为47.80%。